# Голд дигерси Мозирје
 Голд дигерси  су словеначки клуб америчког фудбала из Мозирја. Основани су 2008. године. Такмиче се тренутно у Првенству Словеније.